# 庇利街
庇利街（英語：Bailey Street）是香港九龍城區的一條街道，毗鄰馬頭圍道及紅磡道，為紅磡及土瓜灣分界（庇利街以北為土瓜灣，以南為紅磡鶴園）。街道由馬頭圍道及機利士北路／新柳街交界作始，沿途經過崇志街、環安街、崇安街、紅磡道，至近海岸的崇平街而終。

## 命名
街道以附近的庇利船廠命名，船廠位於現今銀漢街至榮光街之間。船廠由愛爾蘭商人庇利（William Seybour Bailey）於1897年註冊成立。1905年公司建成船排，船排旁的海溝亦被填平，開始運作，曾建成多艘省港渡輪，如「廣東號」、「廣州號」等。1949年船廠結業，物業轉售給中國航空。經過兩航事件的政治風波後，船廠於1955年拆卸，1956年後發展成榮光街一帶多層唐樓群。

## 未來發展
2021年9月，恒基地產以81.89億港元奪得市區重建局位於土瓜灣之庇利街/榮光街重建項目，地盤面積約79,718平方呎，可建樓面面積約71.74萬平方呎。項目有約11.9萬平方呎的商業樓面，首十年由恒基地產與市建局共同持有商業樓面，恒基地產佔租金收益70%，而市建局佔餘下30%。其後可向對方出售商業部分權益，或再共同收租五年，其後再出售商場。
2025年6月，政府為了改善市區重建局的現金流，以1000港元象徵式地價，向市建局批出庇利街用地，租期為50年，以興建住宅。

## 沿路建築物
- 海心公園
- 渠務署土瓜灣基本污水處理廠
- 九龍城政府合署
- 保良局顏寶鈴書院
- 碧麗花園
- 崇字大廈
- 建業中心
- 馬頭圍大廈
- 環字街舊樓群